# 西昌地震碑林
西昌地震碑林位於四川省西昌市。1980年7月7日列為四川省重新確定公布的第一批省級文物保護單位。
西昌地震碑林（西昌市）保護範圍：圍牆外延15米。北至光福寺僧人齋房，南至慧心堂後側，東距觀音殿30米，西至瀘山光福寺西外牆。建設控制地帶：保護範圍外延50米。